# 아르헨티나 페소
페소(스페인어: peso)는 1992년 1월 1일부터 통용된 아르헨티나의 통화로 1 페소는 100 센타보(centavos)에 해당된다. 페소는 1826년부터 1985년까지 통용된 아르헨티나의 통화이기도 하다.
아르헨티나는 1985년에 도입한 아우스트랄의 초인플레이션이 심해지자 1992년에 10,000 아우스트랄 = 1 페소의 화폐 개혁을 시행하는 한편 1 미국 달러 = 1 아르헨티나 페소의 고정 환율을 도입했다. 미국 달러와의 고정 환율은 2002년에 폐지되었다. 현재는 1, 5, 10, 25, 50 센타보, 1, 2, 5 페소 동전과  5, 10, 20, 50, 100, 200, 500, 1000 페소 지폐가 통용된다. 센타보 동전은 인플래이션과 낮은 가치로인해 거의 사용이 되지 않는다고 한다.
2022년 FIFA 월드컵에서 아르헨티나 축구 국가대표팀이 우승하자 1,000 페소의 인물을 리오넬 메시로 교체하자는 의견이 나왔다.

## 같이 보기
- 아르헨티나의 경제